# Kabupaten de Kutai Kartanegara
Le kabupaten de Kutai Kartanegara, en indonésien Kabupaten Kutai Kartanegara, est un kabupaten de la province indonésienne de Kalimantan oriental dans l'île de Bornéo. Son chef-lieu est Tenggarong.

## Culture

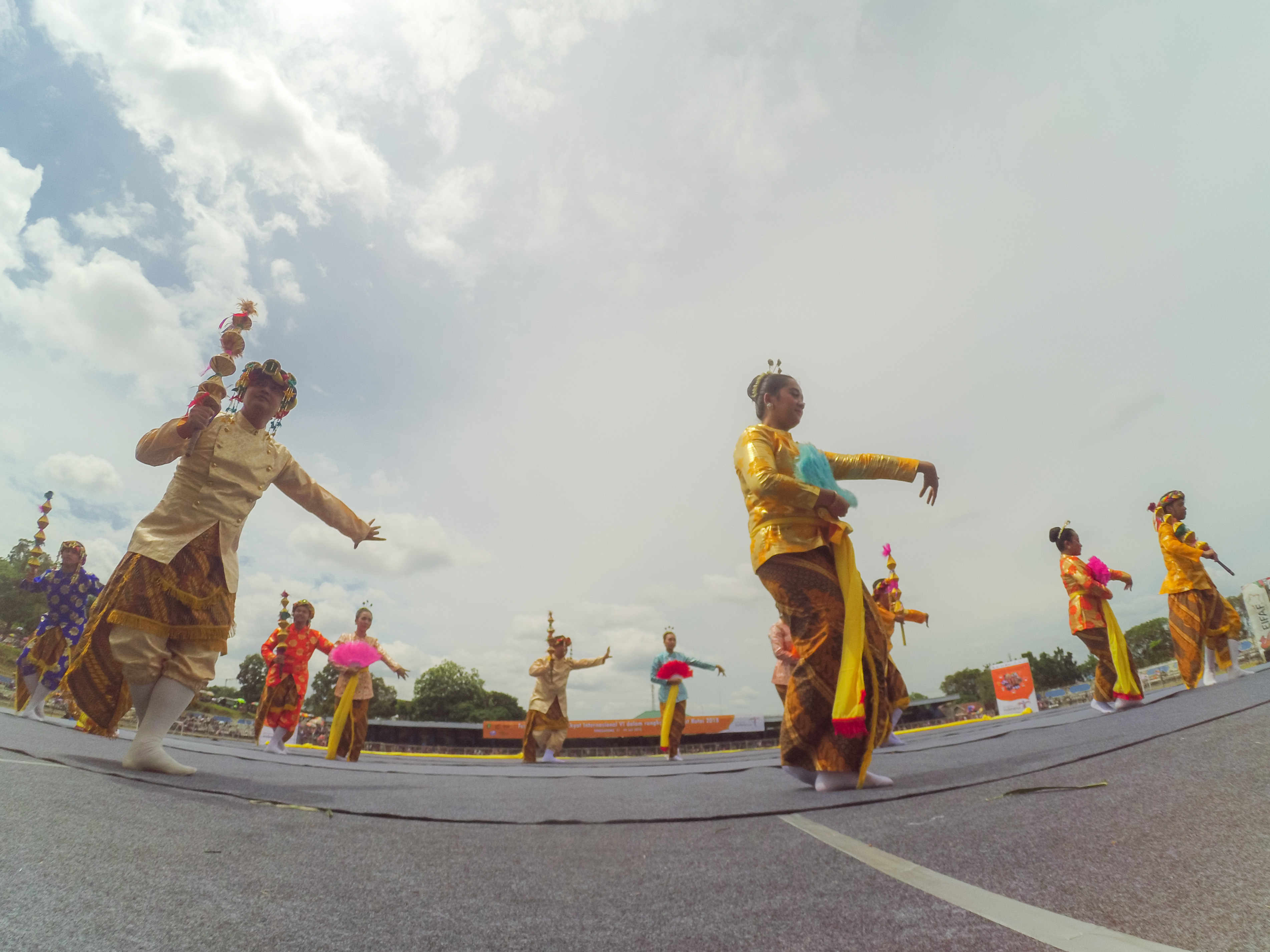
La danse Ganjur

## Géographie
Le kabupaten de Kutai Kartanegara est bordé :
- au nord, par les kabupaten de Malinau et Kutai oriental ;
- à l'est, par le détroit de Makassar ;
- au sud, par la ville de Balikpapan ;
- à l'ouest, par le kabupaten de Kutai occidental.

Le parc forestier de Bukit Soeharto est situé en partie dans le kabupaten de Kutai Kartanegara.

## Histoire
Le kabupaten de Kutai Kartanegara est un ancien royaume d'Indonésie.